# 彼得·杰克逊 (乒乓球运动员)
彼得·杰克逊（英語：Peter Jackson，1964年10月22日—），新西兰男子乒乓球运动员。他曾代表新西兰参加2002年、2006年和2014年英联邦运动会乒乓球比赛，其中2002年英联邦运动会获得一枚铜牌。